# The Buggles
The Buggles es una banda británica de new wave y synth pop formada en 1977. Estaba formada por Geoff Downes (teclados), Trevor Horn (bajo, guitarra, percusiones y voces) y Bruce Woolley. Antes del primer lanzamiento Woolley dejó la banda para formar The Camera Club junto a Thomas Dolby y Hans Zimmer.

## Historia
Horn y Downes se conocieron a mediados de 1970, como miembros de la banda de respaldo de la afamada cantante británica Tina Charles (que alcanzó un gran éxito con el sencillo I Love To Love), aunque en realidad no tocaron en las grabaciones. Después sus caminos se separaron. Horn tocó el bajo en una banda de garage rock llamada Hammersmith Odeon por algún tiempo, donde conoció a Bruce Woolley. Durante este período Horn deseaba convertirse en productor, pero se sentía frustrado por no poder encontrar el ideal de canciones o artistas con que trabajar. Como consecuencia de ello se reunió con Geoff Downes y Bruce Woolley para comenzar a escribir sus propias canciones y grabar ellos mismos como una banda de estudio.
The Buggles se caracterizó por un deliberado sonido tecno-pop, electrónico y pop, en consonancia con una temática fuertemente tecnológica y futurista de sus canciones, planteando al mismo tiempo una crítica soslayada a la modernidad, lo artificioso y falso del mercado musical, además de la industrialización y manipulación de las masas mediante la publicidad, como un factor de deshumanización y la nostalgia a la simplicidad de los tiempos pasados. 
Se manejan dos hipótesis para la elección del nombre de la banda. Horn dijo que eligió el nombre Buggles porque "fue el nombre más repugnante que podía pensar en ese momento", pero el folleto para los CD remasterizados de The Age of Plastic dice que se planteó a raíz de una broma entre Horn y Downes y que era en realidad un juego de palabras con Beatles.
The Buggles saltaron a la fama con su primer sencillo publicado el 7 de septiembre de 1979, «Video Killed the Radio Star», que llegó ser número 1 en las listas del Reino Unido y en otros países. El vídeo musical de la canción, dirigido por Russell Mulcahy, fue el primer vídeo emitido por la cadena estadounidense MTV, el 1 de agosto de 1981. Esta canción también existe como una grabación del grupo The Camera Club. La canción aparece en el primer álbum de estudio del grupo, The Age of Plastic, publicado en 1979. El estilo novedoso de la canción, que llevaba al mainstream los sonidos sintetizados electrónicos (exclusivos, salvo raras ocasiones, de músicas alternativas o de la música disco), los condujo a ser percibidos como una banda de un solo éxito; con el sencillo «Living in the Plastic Age» alcanzaron el número 16, pero el éxito fue suficiente para lanzar a ambos miembros a carreras exitosas. 
Después de 1979, Horn y Downes comenzaron a trabajar en un segundo álbum, en el estudio contiguo al grupo Yes, quienes habían perdido al vocalista Jon Anderson y al teclista Rick Wakeman. The Buggles ofrecieron una canción a Yes, «We Can Fly From Here», pero a sugerencia de Brian Lane, representante artístico de ambas bandas, el bajista de Yes Chris Squire los invitó a reemplazar a Anderson y Wakeman como miembros de Yes para grabar el álbum Drama. «We Can Fly From Here» no apareció en Drama, pero la banda tocó la canción en el Drama Tour, y la interpretación de 1980 puede escucharse en el álbum Yes's The Word Is Live CD set (2005), junto con otra canción de esa época, «Go Though This». En junio de 2011, Yes lanza el álbum Fly from Here, siendo «We Can Fly From Here» el tema principal.
Con la ruptura de Yes a principios de 1981, el trabajo continuó con el segundo álbum de The Buggles, pero Downes pronto dejó el grupo (uniéndose a Asia con su compañero de banda Steve Howe). Horn continuó trabajando en el segundo álbum, Adventures in Modern Recording, con nuevos músicos. Este álbum incluyó la canción «I Am a Camera», una versión alternativa de «Into the Lens» de Drama.
The Buggles nunca salieron de gira, fueron una creación de estudio. Hicieron algunas interpretaciones con propósitos promocionales para apoyar al segundo álbum, pero la primera presentación en vivo del dúo se dio en 1998, con poca audiencia. Posteriormente, aparecieron en un espectáculo de caridad celebrando la carrera de Horn como productor, que quedó como la primera aparición de la banda en público.
En agosto de 2010 volvieron a reunirse para dar un concierto en un pub de Londres.

## Discografía

### Álbumes de estudio
- The Age of Plastic (1979).
- Adventures In Modern Recording (1981).

### Sencillos
- Video Killed the Radio Star (1979) #1  Reino Unido
- Living in the Plastic Age (1980) #16  Reino Unido
- Clean Clean (1980) #38  Reino Unido
- Elstree (1980) #55  Reino Unido
- I Am a Camera (1981)
- Adventures in Modern Recording (1982)
- On T.V. (1982) #80  Reino Unido
- Beatnik (1982)
- Lenny (1982)